# Voenno-polevoi roman
Voenno-polevoi roman (rus: Военно-полевой роман) és una pel·lícula soviètica del 1983 dirigida per Piotr Todorovski. Explica la història d'un soldat i una infermera separats per la Segona Guerra Mundial i reunits breument el 1950.

## Argument
Sasha és un antic soldat de l'Exèrcit Roig casat amb una professora i que va a la universitat. També treballa com a operador de cinema en un teatre local. Un dia d'hivern coneix una venedora ambulant amb un nen. Sasha reconeix que és Liuba, una antiga infermera militar que va estimar durant la guerra. Comença a sortir amb ella i a tenir cura del seu fill. Després d'assabentar-se de la seva aventura, la dona de Sasha convida a la Liuba a la seva kommunalka i fa una petita festa per als amants.
Sasha demostra ser massa amable per mantenir la Liuba sota control un cop va recuperar la seva bellesa i autoestima anteriors. Comença una relació amb un funcionari local del Partit Comunista. Sasha finalment arriba a entendre que Liuba no és la dona ideal que un cop pensava que era. Es retroba amb la seva pacient esposa.

## Repartiment
- Nikolai Burliaiev com a Netujilin
- Natalia Andreitxenko com a Liuba
- Inna Txurikova com a Vera
- Iekaterina Iudina com a Kat'ka
- Zinovi Gerdt com a administrador
- Ielena Kozelkova com a dona de l'administrador
- Viktor Proskurin com a Novikov
- Vsevolod Xilovski com a Grixa
- Aleksandr Martinov com a Kombat
- Natalya Chenchik com a Lototxnitsa
- Vladimir Iuriev com Malianov
- Iuri Dubrovin com a Terekhin

## Premis i nominacions
- La pel·lícula va ser nominada al Oscar a la millor pel·lícula de parla no anglesa.[2]
- Inna Txurikova va guanyar l'Os de Plata a la millor actriu al 34è Festival Internacional de Cinema de Berlín.[3]